# Individualpsychologie
De individualpsychologie of individuele psychologie werd opgericht door Alfred Adler. Deze verbrak in 1911 de samenwerking met Sigmund Freud. Als reactie op de leer van de psychoanalyse stichtte hij zijn eigen leerschool, die van de individuele psychologie. De individuele psychologie is een onderdeel van de dieptepsychologie.
De individuele psychologie is een holistische benadering die stelt dat we de mens als een geheel moeten beschouwen (individu = individe = ondeelbaar) en niet als een optelsom van driften en verwerkte en onverwerkte traumatische ervaringen. Daar waar Freud zich toespitste op psychische stoornissen en op de rol van het onbewuste was Alfred Adler geïnteresseerd in het fenomeen persoonlijkheid, met name de factoren die de persoonlijkheid vormen en vervormen. De benadering van Alfred Adler was ook hier holistisch. Eerder dan te spreken over persoonlijkheidstrekken sprak Adler van de persoonlijkheid als een levensstijl (= hoe een individu leeft, problemen oplost, interpersoonlijke relaties aangaat). Voor Freud bepaalde het verleden (bijvoorbeeld traumatische ervaringen in de kindertijd) de persoonlijkheid. Voor Adler speelde de toekomst (onze doelstellingen, onze waarden en idealen) een belangrijke rol bij de ontwikkeling van de persoonlijke levensstijl. Aldus kan Adler beschouwd worden als een aanhanger van de teleologie.
Als beoefenaar van de psychoanalyse onderzocht Adler niet enkel de onbewuste maar ook de bewuste processen die de persoonlijkheid of de levensstijl vormen en beheersen. 
Aanvankelijk besteedde Adler veel aandacht aan compensatie (verwerken, overkomen).  Iedereen kent problemen, tekortkomingen, gebreken en frustraties. Onze persoonlijkheid of levensstijl wordt gevormd door de wijze waarop we hiermee omgaan (wel of niet compenseren).  
Later ontwikkelde Adler het concept van het minderwaardigheidscomplex (sterke gevoelens van minderwaardigheid en onzekerheid die voortkomen uit reële of ingebeelde tekorten) dat zich soms via compensatie omvormt tot een meerderwaardigheidscomplex. Belangrijk hierbij is het verlangen naar superioriteit' dat volgens Adler een van de sterkste menselijke drijfveren is (in tegenstelling tot de Eros- en de Thanatos-driften van Freud). 
Uiteindelijk in zijn definitieve theorie verving Adler het verlangen naar superioriteit door het streven naar perfectie. Het streven naar perfectie is het verlangen om onze capaciteiten te realiseren om ons ideaal te benaderen. Dit streven naar perfectie is sterk vergelijkbaar met de idee van zelfverwezenlijking of zelf-actualisatie die centraal staat in analytische psychologie van Carl Gustav Jung. In tegenstelling tot wat de term individuele psychologie doet vermoeden kende Adler een groot belang toe aan de sociale en de morele dimensie. Basisvoorwaarde voor het streven naar perfectie is het gemeenschapsgevoel of het sociale gevoel. Adler stelde dat niemand in staat is te streven naar perfectie zonder rekening te houden met de sociale en maatschappelijke omgeving. De kern van de geestesziekte bestaat er volgens Adler in dat een persoon met een neurose of een psychose in zijn of haar streven naar perfectie onvoldoende of geen rekening houden met het gemeenschapsgevoel en doelen nastreeft die enkel voor het (neurotische of psychotische) individu zelf enige betekenis heeft.